# Tzuong-Tsieng Moh
Tzuong-Tsieng Moh (* 1940 in Anfuei, Republik China) ist ein chinesisch-US-amerikanischer Mathematiker.

## Leben
Moh wurde 1968 bei Shreeram Abhyankar an der Purdue University promoviert (Galois Theory of one variable power series rings over algebraically closed fields of characteristic p.) und war dort danach bis 1971 Assistant Professor. 1971/72 war er am Institute for Advanced Study bei Arne Beurling (bei dem er einen verallgemeinerten Taubersatz bewies, nach ihm und Beurling benannt). 1972 wurde er Assistant Professor und 1975 Associate Professor an der University of Minnesota. 1975 wurde er Associate Professor und 1983 Professor an der Purdue University.
Er war Gastwissenschaftler am RIMS in Kyoto (1986/87) und 1992 am MSRI, an der Harvard University (1986) und an der Nationaluniversität von Taiwan und in Peking (1984) und ist aktiv in Kooperationen zwischen der Purdue University und der Universität Peking.
Er befasst sich mit Kommutativer Algebra, Algebraischer Geometrie, Potenzreihen und Fourieranalyse, aber auch mit Kodierungstheorie und Kryptographie (er hält darin einige Patente zur TTM, Tame Transformation Method). Er befasst sich mit der Jacobi-Vermutung (aufgestellt von Ott-Heinrich Keller), von der er Spezialfälle bewies, Auflösung von Singularitäten nach Heisuke Hironaka und Einbettungsfragen (Satz von Abhyankar und Moh (1975): Jede Einbettung der komplexen Geraden L in die komplexe affine Ebene {\displaystyle \mathbb {C} ^{2}} lässt sich zu einem Automorphismus der Ebene erweitern).
Zu seinen Doktoranden gehört Zhang Yitang.
Er war Herausgeber einer Zeitschrift für chinesische Literatur Square, war in der US Friedensbewegung (Peace Union) und für die Liberalisierung in Taiwan aktiv und hat als Hobbys das Sammeln von Kunst, Go, Schach, Gartenarbeit.

## Schriften
- Algebra, World Scientific 1992
- mit Abhyankar:  A reduction theorem for divergent power series, Journal für die reine und angewandte Mathematik, Band 241, 1970, S. 27–33.
- mit Abhyankar: Newton-Puiseux expansion and generalized Tschirnhausen transformation, Teil 1, 2, Journal für die reine und angewandte Mathematik, Band 260, 1973, S. 47–83, Band 261, 1973, S. 29–53
- mit S. Abhyankar: Embeddings of the line in the plane, Journal für die reine und angewandte Mathematik, Band 276, 1975, S. 184–166.
- On the unboundedness of generators of prime ideals in power series rings of three variables, Journal of the Japan Mathematical Society, Band 26, 1974, S. 722–734.
- On the Jacobean conjecture and the configuration of roots, J. Reine und Angewandte Mathematik, Band 340, 1983, S. 140–212
- Quasi-canonical uniformization of hypersurface singularities of characteristic zero, Communication of Algebra, Band 20, 1992, S. 3207–3251.
- On a Newton polygon approach to the uniformization of singularities of characteristic p., Bulletin of La Rabida Symposium, 1995, S. 53–101
- On Jacobian Conjecture, Algebra and Geometry, International press, 1997
- An Application of Algebraic Geometry to Encryption: Tame Transformation Method. Revista Matematica Iberoamericana, Band 19, 2003, Nr. 2